# بناتنا في الخارج (فلم)
بناتنا في الخارج هو فيلم مصري من إخراج محمد عبد العزيز وبطولة محمود عبد العزيز، سعيد صالح، رغدة، حاتم ذو الفقار وعبد الرحيم الزرقاني.

## نبذه
تتعرف الطالبة الجامعية سلوى في باريس على الدكتور شريف ويربط الحب بينهما ويبوح لها بسبب إقامته في باريس، فقد تسبب في موت أحد المرضى بعد أن صمم على إجراء عملية جراحية له رغم اعتراض زملائه، تهاجمه الصحافة فيرحل عن مصر، وبعدها تعود سلوى إلى مصر لرؤية أهلها وتتفاجئ بعودة الدكتور شريف لأنه اكتشف مدى حبه لها.

## طاقم العمل
- محمود عبد العزيز بدور دكتور شريف سامح
- سعيد صالح بدور فتحي
- رغدة بدور سلوى عبد الله
- حاتم ذو الفقار بدور دكتور منير
- عبد الرحيم الزرقاني بدور عبد الله والد سلوى

## وصلات خارجية
- مقالات تستعمل روابط فنية بلا صلة مع ويكي بيانات